# Uuttana
Uuttana är en sjö i kommunen Jämsä i landskapet Mellersta Finland i Finland. Sjön ligger 99,9 meter över havet. Den är 8,4 meter djup. Arean är 2,79 kvadratkilometer och strandlinjen är 25,29 kilometer lång. Sjön  ingår i Kymmene älvs huvudavrinningsområde.   Den ligger omkring 41 kilometer sydväst om Jyväskylä och omkring 210 kilometer norr om Helsingfors. 
I sjön finns öarna Muurahaissaari, Karhusaari, Retkussaari, Virransaari, Lehmisaari och Pajusaari. Uuttana ligger väster om Iso Rautavesi. 